# Tour Magdala
La tour Magdala est un célèbre bâtiment de Rennes-le-Château, commune française du département de l'Aude en région Occitanie. 
Elle fut construite dans le domaine de l'abbé Saunière peu de temps après la rénovation de l'église (c’est-à-dire à partir de l'année 1900). Cette très petite tour est bâtie sur le modèle des tours médiévales, et surplombe la région, permettant de découvrir de son sommet, une vingtaine de villages des environs. 

## Origine
À l'instar de la villa Bethania, maison située à l'entrée du domaine, la tour Magdala a été construite au tout début du XXe siècle à l'initiative de l'abbé Béranger Saunière, alors curé de la paroisse de Rennes-le-Château sur des lots de terrains dont il a fait préalablement l'acquisition (et selon de nombreux ouvrages au nom de sa servante et employée Marie Dénarnaud).
Cette tour, à l'instar des autres constructions du domaine de l'abbé, a été entièrement financée sur ses propres ressources. Selon Gérard de Sède, auteur de L'Or de Rennes qui promut le mythe du trésor de Rennes-le-Château, Saunière aurait dépensé un milliard et demi à deux milliards de francs entre 1891 et 1917 ; mais, selon Jean-Jacques Bedu, auteur de Rennes-le-Château, autopsie d'un mythe, cette estimation est fausse en raison d'un calcul erroné, basé sur la valeur actuelle du franc-or de 1900.

## Description
Surplombant les vallées de l'Aude et de la Sals, son affluent, cette tour est à l'époque reliée par un chemin de ronde à une petite tour en verre et peut donc être vue à l'œil nu de très loin. Saunière avait fait de la tour Magdala sa bibliothèque et son lieu de méditation, mais ce bâtiment est devenu aujourd'hui l'emblème du mystère de Rennes, car il symbolise à la fois la richesse de l'abbé et ses goûts assez mystérieux, à l'origine d'une légende de trésor fabuleux.

## Galerie

Quelques photos de la tour Magdala et de son environnement
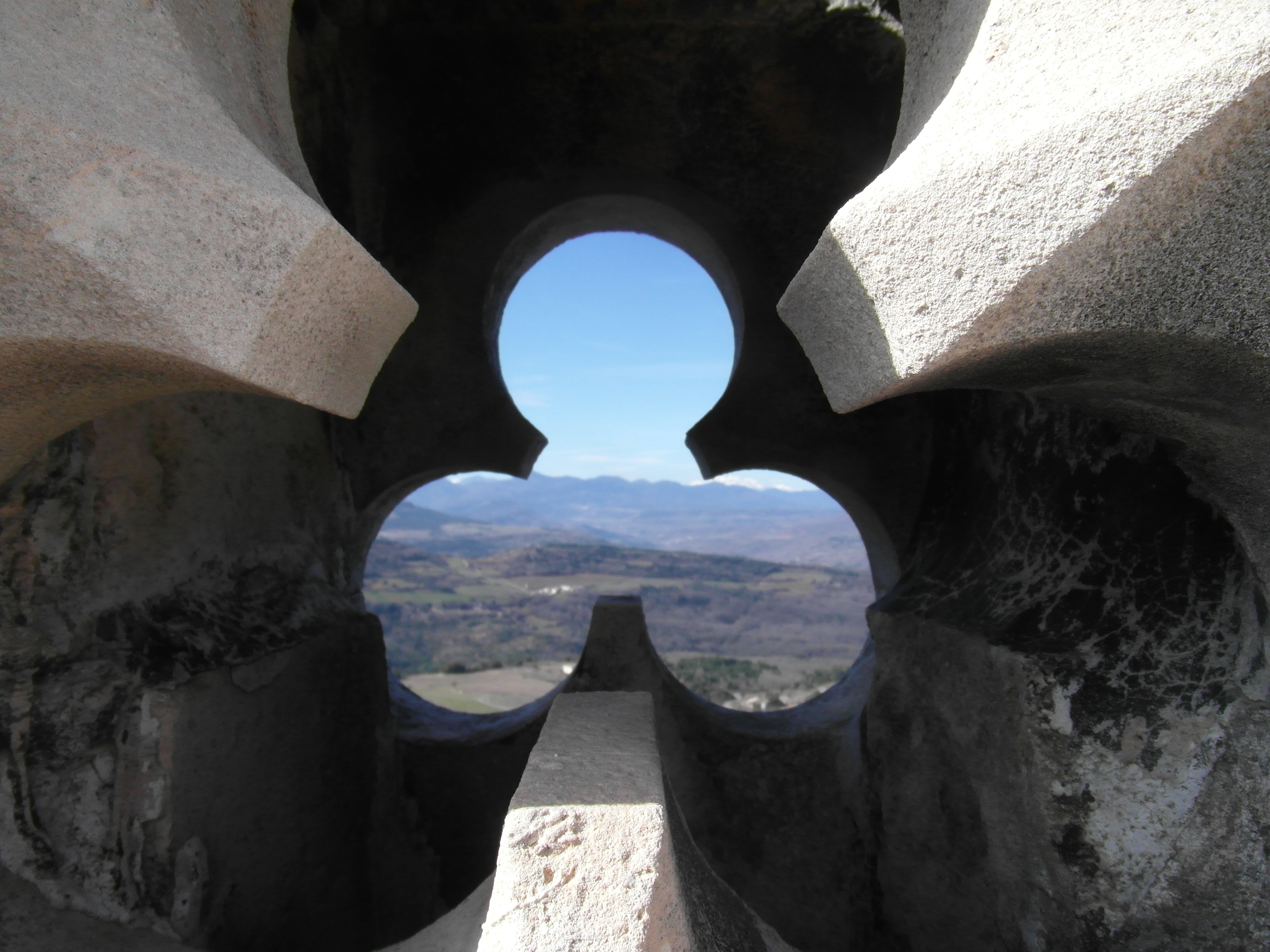
Décoration extérieure de la tour Magdala.
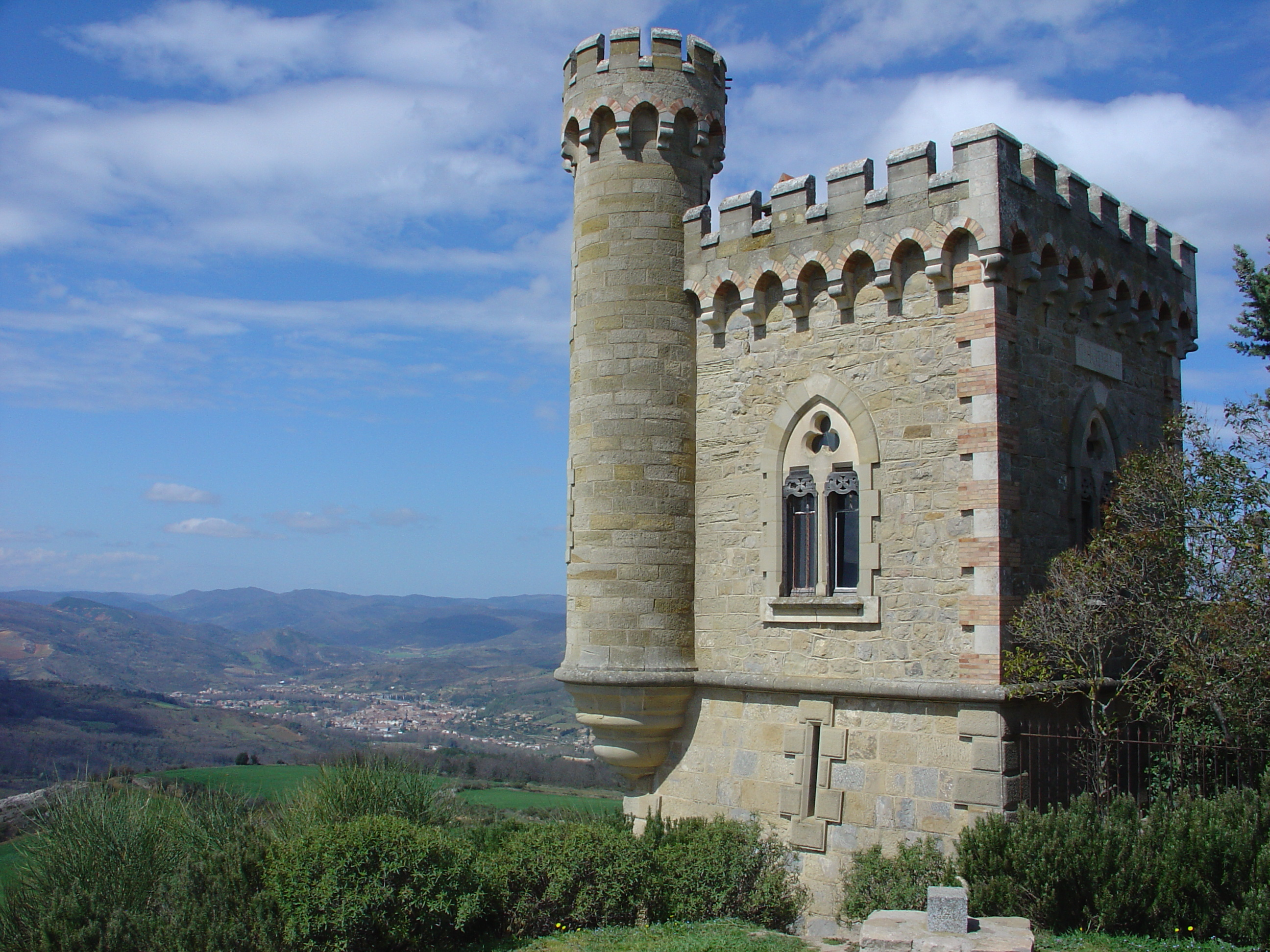
Vue de côté.
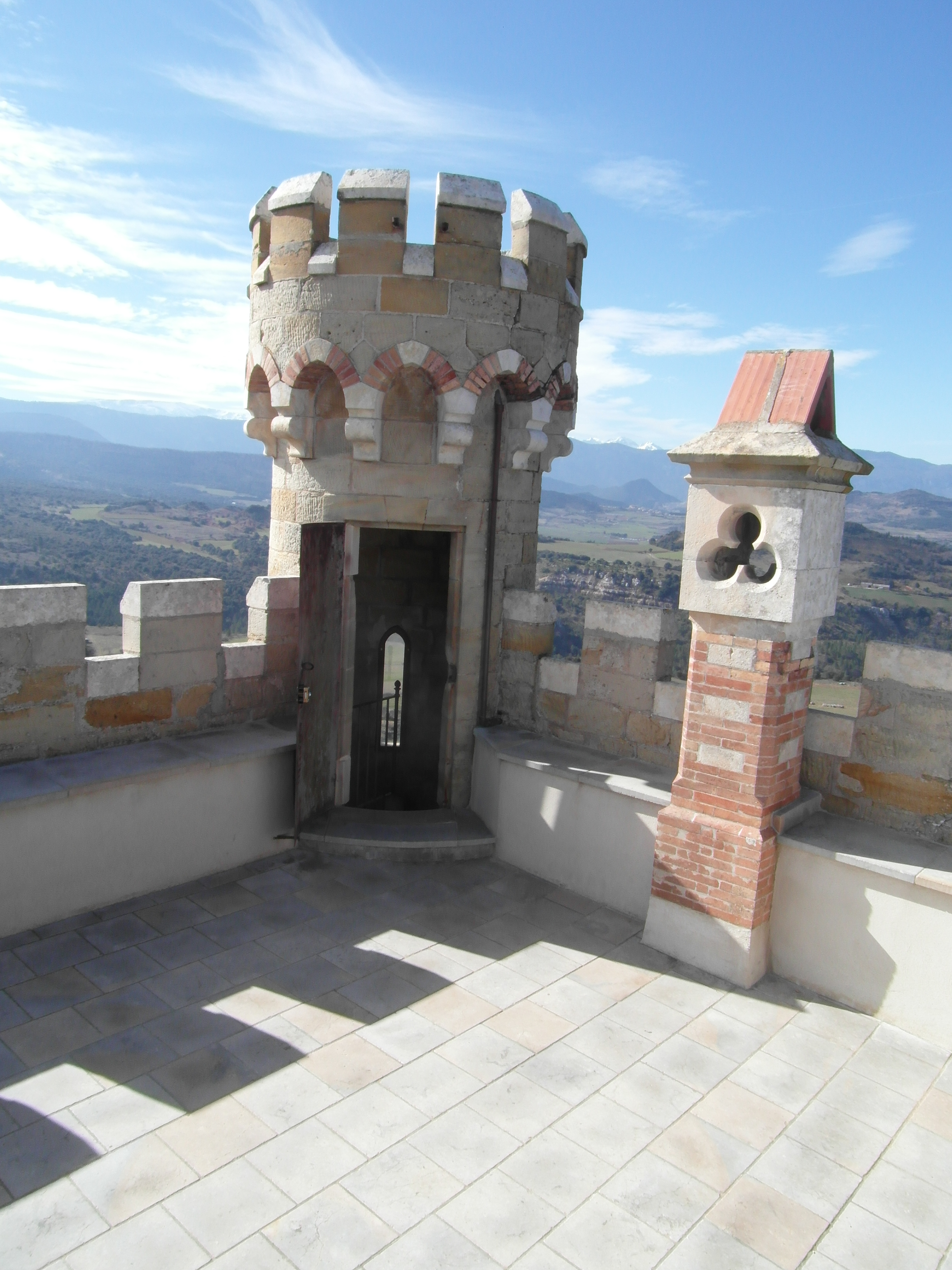
Terrasse de la tour Magdala.
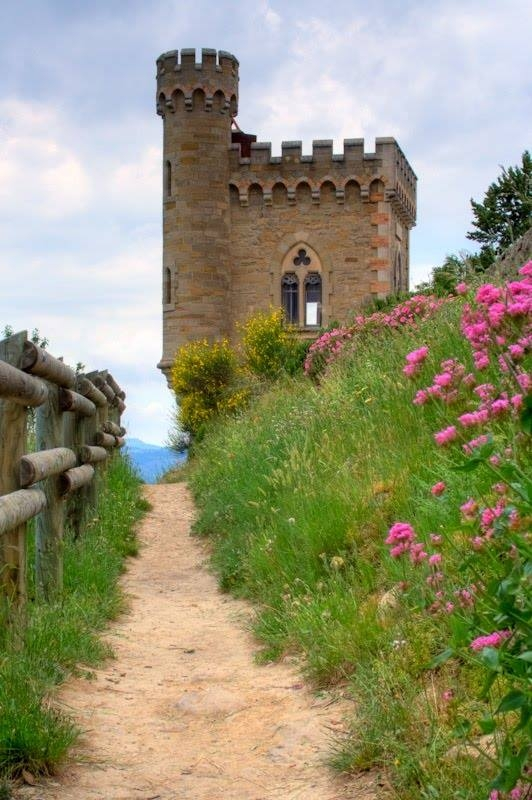
La tour au printemps.
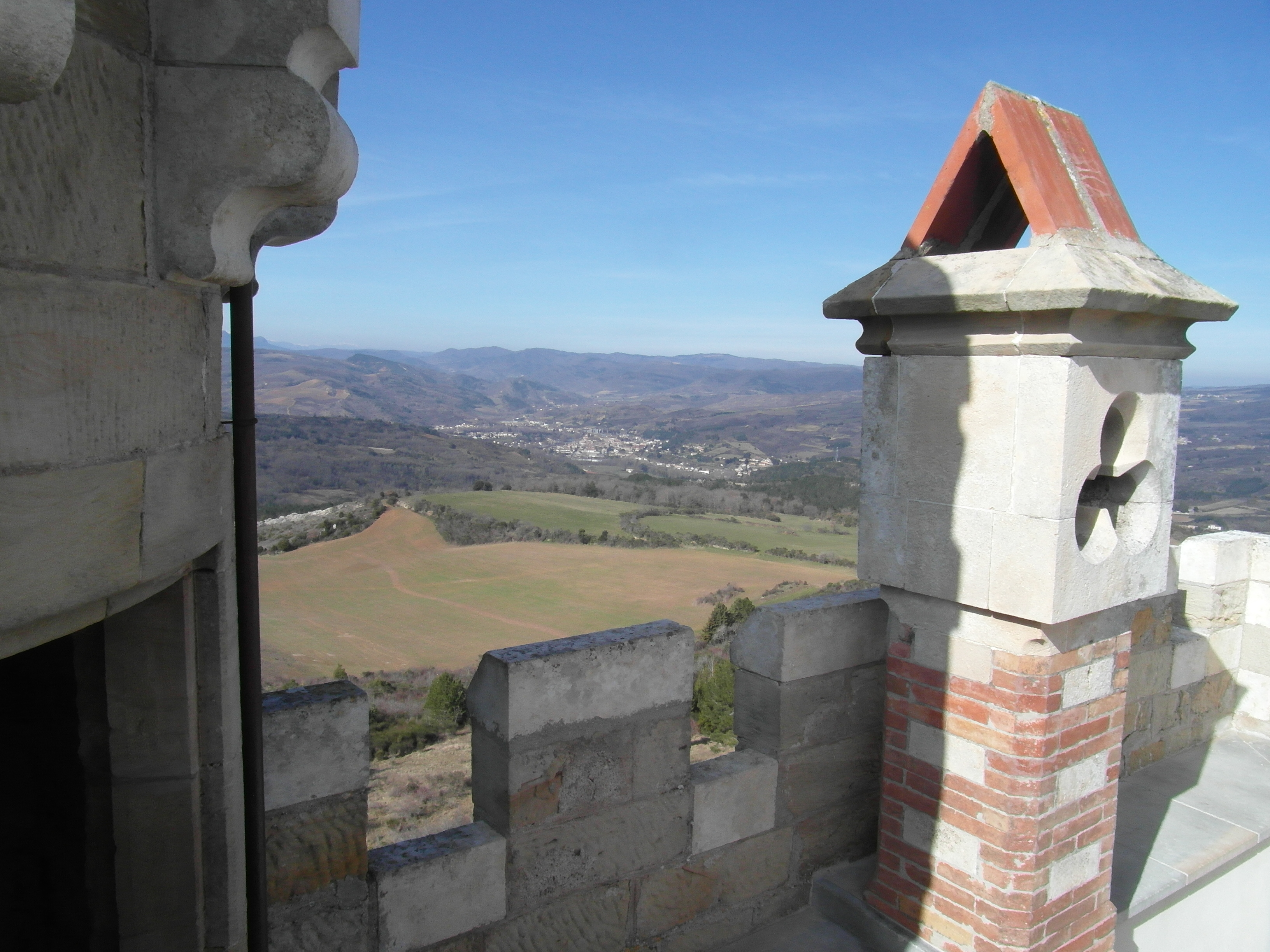
Détail de la terrasse de la tour Magdala.